# Iliya Valov
Iliya Valov (búlgar: Илия Вълов)  (Knezha, 29 de desembre de 1961 - Vratsa, 13 de juliol de 2024) (búlgar: Илия Вълов) va ser un futbolista búlgar de les dècades del 1980 i 1990.
Fou 31 cops internacional amb la selecció búlgara amb la qual participà en la Copa del Món de Futbol de 1986. A nivell de clubs destacà al POFK Bòtev Vratsa. Un cop retirat fou entrenador de porters al PFK Cherno More Varna (2002–2004) i PFK CSKA Sofia (2006–2007).